# 艾尔河畔维洛特
艾爾河畔维洛特（法語：Villotte-sur-Aire，法語發音：[vilɔt syʁ ɛʁ]）是法国默兹省的一个市镇，属于科梅尔西区。

## 地理
艾尔河畔维洛特（48°51'33"N, 5°20'31"E）面积13.96 平方千米，位于法国大東部大區默兹省，该省份为法国西北部内陆省份，北与比利时接壤，西接马恩省和阿登省，南至上马恩省和孚日省，东临默尔特-摩泽尔省。
与艾尔河畔维洛特接壤的市镇（或旧市镇、城区）包括：贝尔兰、埃里兹拉布吕莱、日梅库尔、小克尔、勒翁库尔、吕蒙、吕德旺圣米耶勒、维尔德旺贝尔兰。

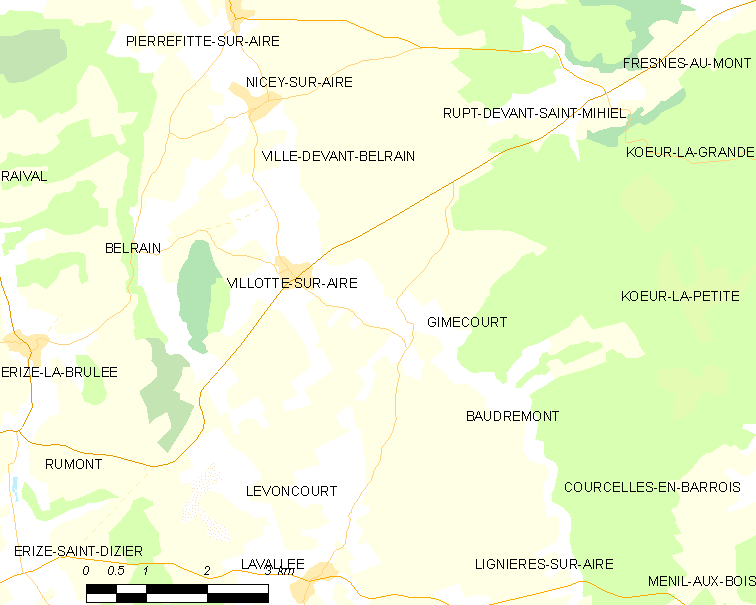
艾尔河畔维洛特的OSM定位图

艾尔河畔维洛特的时区为UTC+01:00、UTC+02:00（夏令时）。

## 行政
艾尔河畔维洛特的邮政编码为55260，INSEE市镇编码为55570。

## 政治
艾尔河畔维洛特所属的省级选区为默兹河畔迪约县。

## 人口

1962-2008年间艾尔河畔维洛特人口变化图示

艾尔河畔维洛特于2022年1月1日时的人口数量为212人。